# Amiot 143
Amiot 143M là một loại máy bay ném bom hạng trung của Pháp trong thập niên 1930. Nó được thiết kế để đáp ứng đặc tả kỹ thuật 1928 về một loại máy bay ném bom có khả năng ném bom cả ngày lẫn đêm, đồng thời vừa là mẫu trinh sát tầm xa và hộ tống máy bay ném bom.

## Biến thể
Amiot 140
Mẫu thử với động cơ Hispano-Suiza 12Nbr. 2 chiếc được chế tạo, chỉ có 1 chiếc bay được, sau đó người ta đặt mua 40 chiếc Amiot 143 thay thế.
Amiot 141
Thiết kết sửa đổi (không chế tạo)
Amiot 142
Mẫu thử với động cơ Hispano-Suiza 12Ybrs (1 chiếc)
Amiot 143
Phiên bản sản xuất với động cơ Gnome-Rhône 14Kirs / Gnome-Rhône 14Kjrs (138 chiếc, gồm 40 chiếc đặt mua với tên gọi Amiot 140 và 25 đặt mua với tên gọi Amiot 144)
Amiot 144
Phiên bản giảm diện tích cánh, thêm cánh tà và càng đáp thu vào được (1 chiếc, đặt mua 25 chiếc Amiot 143 thay thế)
Amiot 145
Amiot 144 với động cơ Hispano-Suiza 14AA (không chế tạo)
Amiot 146
Amiot 144 với động cơ Gnome-Rhône 18Lars (không chế tạo)
Amiot 147
Amiot 144 với động cơ Hispano-Suiza 12Ydrs / Hispano-Suiza 12Yfrs (không chế tạo)
Amiot 150
Mẫu thử trinh sát, ném bom thả ngư lôi, trang bị cho Aeronavale. Amiot 143 có cánh lớn hơn 10%, trang bị 2 động cơ Gnome-Rhone (1 mẫu thử)

## Quốc gia sử dụng
NDH
- Không quân Nhà nước Độc lập Croatia sử dụng1 chiếc

 Pháp
- Armee de l'Air sử dụng 138 chiếc.
- Hải quân Pháp

 Germany
- Luftwaffe sử dụng vài chiếc tịch thu được.

 Ba Lan
- Không quân Ba Lan lưu vong ở Pháp
  - Groupe de Bombardement Marche Polonais

## Tính năng kỹ chiến thuật (Amiot 143)[5]

### Đặc điểm riêng
- Tổ lái: 5
- Chiều dài: 18,24 m (59 ft 10 in)
- Sải cánh: 24,53 m (80 ft 5¾ in)
- Chiều cao: 5,68 m (18 ft 7¾ in)
- Diện tích cánh: 100 m² (1.076 ft²)
- Trọng lượng rỗng: 5.455 kg (12.026 lb)
- Trọng lượng có tải: 8.611 kg (18.983 lb)
- Trọng lượng cất cánh tối đa: 10.360 kg (22.839 lb)
- Động cơ: 2 × Gnome et Rhône 14Kirs / Gnome et Rhône 14Kjrs, 640 kW (858 hp) mỗi chiếc

### Hiệu suất bay
- Vận tốc cực đại: 295 km/h (159 knots, 183 mph)
- Tầm bay: 1.300 km (703 nmi, 808 mi) (với tải trọng bom tối đa)
- Trần bay: 7.500 m (24.605 ft)

### Vũ khí
- 4 khẩu súng máy MAC 1934 7,5 mm (.295 in)
- 800 kg (1.760 lb) bên trong máy bay, 800 kg (1.760 lb) treo ngoài